# Franz Xaver Groß
Franz Xaver Groß, též Franz Gross (27. června 1815 Jindřichov – 15. ledna 1890 Wels), byl rakouský politik německé národnosti, v 2. polovině 19. století poslanec Říšské rady.

## Biografie
Narodil se v Jindřichově ve Slezsku jako syn chudého rolníka. Studoval školy v Opavě a Olomouci a absolvoval práva na Vídeňské univerzitě. Roku 1842 získal titul doktora práv. Během studií působil jako učitel. Roku 1844 nastoupil jako správní úředník do Schremsu, roku 1846 se stal úředníkem ve Schleißheimu. Od roku 1850 byl státním návladním ve Welsu. Roku 1851 se stal notářem ve Welsu.
Po obnovení ústavní vlády se zapojil do politiky. V období let 1861–1879 a 1883–1887 byl starostou Welsu. Za jeho úřadování nastartoval hospodářský a stavební rozmach města. Od roku 1861 byl též poslancem Hornorakouského zemského sněmu.
Zemský sněm ho roku 1861 delegoval i do Říšské rady (tehdy ještě volené nepřímo) za Horní Rakousy (kurie měst a průmyslových míst). K roku 1861 se uvádí jako notář a starosta, bytem ve Welsu. Zemský sněm ho do Říšské rady delegoval i roku 1867. 14. prosince 1869 byl na počátku V. zasedání sněmovny zvolen jejím druhým místopředsedou (získal 83 ze 145 hlasů). Opětovně byl do Říšské rady vyslán i roku 1870 a roku 1871. Uspěl i v prvních přímých volbách do Říšské rady roku 1873 za kurii městskou, obvod Wels, Ederding, Vöcklabruck, Gmunden, Isch atd. Poslanecké křeslo obhájil i ve volbách do Říšské rady roku 1879, nyní za velkostatkářskou kurii. Mandát mu ale byl odepřen na schůzi 10. května 1880. Do vídeňského parlamentu se vrátil ve volbách do Říšské rady roku 1885 za městskou kurii, obvod Wels, Eferding atd. Setrval zde do své smrti roku 1890.
Patřil k německým liberálům (takzvaná Ústavní strana, liberálně a centralisticky orientovaná, odmítající federalistické aspirace neněmeckých etnik). Na Říšské radě se v říjnu 1879 uvádí jako člen staroněmeckého Klubu liberálů (Club der Liberalen).